# Södermanlands runinskrifter 363
Södermanlands runinskrifter 363 är en runsten i Tumbo socken i Södermanland, som fram till 1931 utgjorde en grundsten i markytan under Tumbo kyrkas absid. Den hade upptäckts 1930 och togs året efter fram och restes vid infartsvägen till kyrkan, mitt emot Sö 362. Den är utförd av samma mästare som Sö 84, Sö 85 och Sö 362. Stenens höjden är 204 cm varav 150 cm ovan markytan, och bredden 75 cm. Själva ristningens höjd 130 cm. Ristningen är både tydlig och väl bevarad. Stenen uppges i Sveriges runinskrifter vara av grovkornig gnejs, medan Fornminnesregistret anger ljusröd granit, något som också torde stämma bättre med fotot. 

## Inskriften
Translitterering av runraden:
· aystin · raisti · stin · at · þorstin · faþur sin · kuþ · hiolbi · ant ·: þorstinR ·
Normalisering till runsvenska:
Øystæinn ræisti stæin at Þorstæin, faður sinn. Guð hialpi and Þorstæins.
Översättning till nusvenska:
Östen reste stenen efter Torsten, sin fader. Gud hjälpe Torstens ande!